# معرض مراكش الجوي
معرض مراكش الجوي (بالإنجليزية: Marrakech Air Show) هو معرض دولي مخصص لقطاعي الطيران والفضاء. يُقام كل سنتين في القاعدة الجوية العسكرية بمراكش، المغرب، منذ أول دورة له سنة 2008.
يقام المعرض تحت رعاية للملك محمد السادس، وينظم بشراكة بين وزارة الصناعة والتجارة، إدارة الدفاع الوطني، وشركة MEDZ. يجمع الحدث ممثلين مدنيين وعسكريين، وصناع قرار سياسيين، إلى جانب شركات متخصصة في الطيران والفضاء من جميع أنحاء العالم.

## الأهداف
يهدف المعرض بالأساس إلى تعزيز التبادلات بين الفاعلين في قطاع الطيران والفضاء، خاصة داخل القارة الإفريقية، بالإضافة إلى ترسيخ مكانة المغرب كمنصة إقليمية لصناعة الطيران. كما يشكل فضاءً لعرض الابتكارات التكنولوجية، وتطوير التعاون الصناعي، وتشجيع الاستثمار.

## المحتوى والتنظيم
يتضمن المعرض:

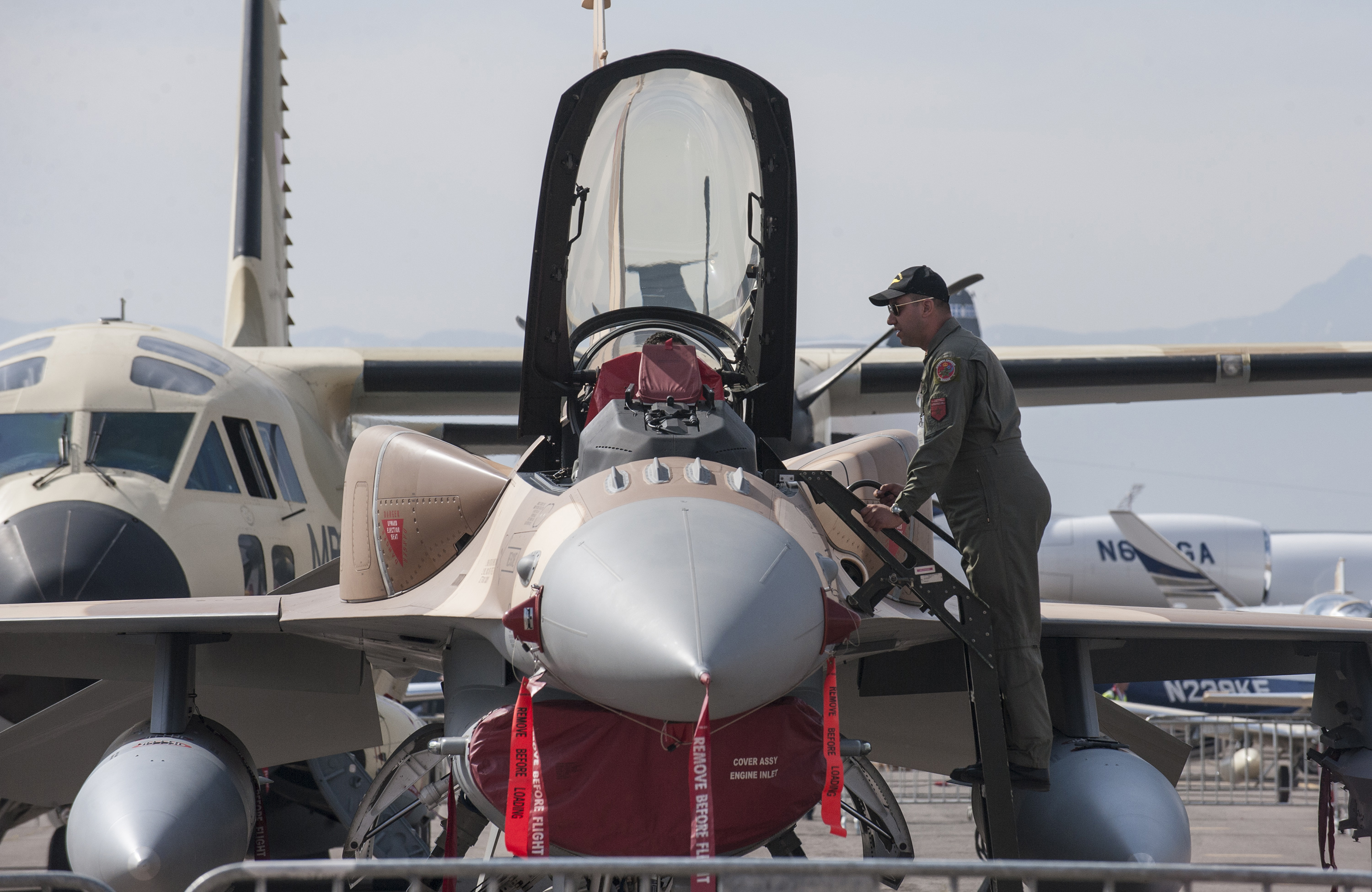
مقاتلة إف 16 تابعة للقوات الجوية الملكية المغربية خلال معرض مراكش 2016.

- عروضاً ثابتة وديناميكية للطائرات المدنية والعسكرية؛
- مؤتمرات مواضيعية وورش عمل تقنية؛
- اجتماعات أعمال ثنائية (B2B) بين الشركات، المؤسسات، والقوات المسلحة؛
- عروضاً جوية بهلوانية، تشمل التزود بالوقود أثناء الطيران، عمليات الإنزال الجوي، التدخلات الخاصة مثل مكافحة الحرائق ورفع المروحيات.[3]

وتشارك فرق استعراض جوية أجنبية بانتظام في العروض، إلى جانب الدورية المغربية "المسيرة الخضراء."

## التطور والدورات
منذ انطلاقه سنة 2008، عرف المعرض تطوراً مستمراً سواء من حيث عدد المشاركين أو عدد الدول الممثلة.
شهدت دورة 2024، التي أقيمت من 30 أكتوبر إلى 2 نوفمبر، مشاركة 194 عارضًا واستقبال نحو 30,000 زائر. ومن بين أبرز الشركات المشاركة:
- إيرباص
- لوكهيد مارتن
- بوينغ
- طاليس
- إمبراير
- سافران
- كاتيك
- أنظمة تاتا المتقدمة
- برات آند ويتني
- جنرال إلكتريك

وقد تميزت هذه الدورة بتوقيع عدة اتفاقيات صناعية، منها شراكة استراتيجية بين شركة بوينغ والحكومة المغربية لإنشاء مركز تصنيع متقدم. كما تم الإعلان عن مشاريع أخرى في مجال الصيانة والتدريب، بمشاركة كل من إمبراير وسافران.

## التأثير
يساهم المعرض في تعزيز قطاع صناعة الطيران بالمغرب، عبر تطوير النظام الإيكولوجي الصناعي في مناطق مثل النواصر وميدبارك، بالإضافة إلى تعزيز اندماج المملكة ضمن سلاسل القيمة العالمية.

## روابط خارجية
- الموقع الرسمي

## الملاحظات والمراجع
1. 1 2  Tony Osborne, "The magnificent seventh", Times Aerospace, 30-10-2024. نسخة محفوظة 2025-03-23 على موقع واي باك مشين.
2. ↑  Military Africa, "World leaders in aeronautics, defence and aerospace to attend the Marrakech Air Show", 27-10-2024. نسخة محفوظة 2025-02-06 على موقع واي باك مشين.
3. ↑  Africanews, "Daring aerial displays mark start of Marrakech Air Show", 01-11-2024. نسخة محفوظة 2024-12-27 على موقع واي باك مشين.
4. ↑  Marrakech Air Show, "Official website of Marrakech Air Show 2024", 30-10-2024. نسخة محفوظة 2025-02-05 على موقع واي باك مشين.
5. ↑  Safran Group, "Safran seals partnerships in Morocco for its future LEAP maintenance shop", 30-10-2024. نسخة محفوظة 2024-12-13 على موقع واي باك مشين.
6. ↑  United States Air Forces in Europe, "Military leaders from the US and Morocco strengthen partnerships at Marrakech Air Show", 31-10-2024. نسخة محفوظة 2025-02-19 على موقع واي باك مشين.